# Marie Čižinská
Marie Čižinská (7. srpna 1891 Vraňany – 22. června 1982) byla československá politička a poslankyně Národního shromáždění za Komunistickou stranu Československa.

## Biografie
Byla dcerou mlynáře. Provdala se a přestěhovala do Vamberku, kde se vyučila tkadlenou. Pracovala pak v Hořicích a Chocni. Patřila mezi zakládající členky KSČ. Podle údajů k roku 1930 byla profesí dělnicí v Praze-Bubenči.
V parlamentních volbách v roce 1929 získala poslanecké křeslo v Národním shromáždění. Byla častou a radikální parlamentní řečnicí. V roce 1932 byla dokonce dvakrát vyloučena z jednání sněmovny pro své chování.
Za druhé světové války byla vězněna v koncentračních táborech. Po válce působila jako politická a odborářská funkcionářka. VIII. sjezd KSČ ji zvolil za členku Ústředního výboru Komunistické strany Československa. V letech 1949–1954 pracovala v podniku Moravolen Jeseník.
Za komunistické vlády jí byl udělen Řád republiky, Řád práce, Řád 25. února a Vyznamenání Za zásluhy o výstavbu. Zemřela po delší nemoci v červnu 1982. Poslední rozloučení se konalo 1. července 1982 v smuteční síni v Šumperku.

## Vyznamenání
- Řád republiky
- Řád práce
- Řád 25. února
- Vyznamenání Za zásluhy o výstavbu